# Diferencias entre mariposas diurnas y nocturnas
Conocemos por mariposas al grupo de los lepidópteros. Las polillas son sólo algunas de las especies de mariposas nocturnas (heteróceros), en contraposición a las diurnas (ropalóceros). En la acepción dada por la Real Academia Española, polilla se refiere solamente a los lepidópteros que se alimentan de lana, tejidos, pieles, papel, etc., se esconden para no ser comidas  como sí se suele asociar popularmente.
Las mariposas y las polillas son insectos pertenecientes al orden Lepidoptera. La sistemática de las mariposas les otorga un origen, como grupo, monofilético, generalmente denominado Rhopalocera, el cual es un suborden que agrupa a distintas superfamilias: Papilionoidea, Hesperiidae y Hedylidae. A las mariposas nocturnas se las agrupa en el suborden Heterocera. No obstante, otros esquemas taxonómicos clasifican a las mariposas en el suborden Ditrysia, dentro del cual se encuentra la superfamilia Papilionoidea, lo cual ignora a las polillas. Ninguno de ambos esquemas es perfecto, por lo que los taxónomos aún debaten la estructura del taxón. No obstante existen algunos aspectos que definen diferencias entre mariposas y polillas, ya relativos a su morfología, y a su comportamiento.
Comúnmente se denomina mariposa a cualquier lepidóptero, ya sean mariposas diurnas (Ropalóceros) o polillas —mariposas nocturnas— (Heteróceros) o mariposas muy pequeñas (Microlepidópteros). Son mucho más comunes las polillas, que representan un 90 % de las más de 170 000 especies conocidas.
Cabe decir que las distintas familias no se fijan frecuentemente en si los ejemplares son de actividad diurna o nocturna, de manera que el término polilla no siempre se puede asociar a mariposa nocturna, pero sí a heterócero.

## Diferencias morfológicas

### Morfología de las antenas

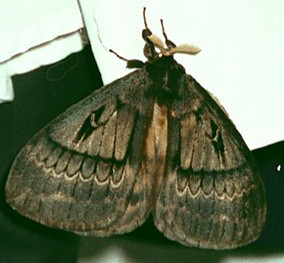
Polilla con antenas en forma de penacho.

Un carácter claramente distintivo son las antenas: la mayoría de las mariposas poseen antenas finas y filamentosas, con forma de bastoncillo. Sin embargo, las polillas las suelen poseer con forma de peine, penacho o pluma, o bien filamentosas pero sin el mencionado aspecto de bastón. Esta distinción fue originalmente la empleada para separar el taxón Rhopalocera, el de las mariposas (con forma de bastoncillo) del de las polillas, Heterocera (con otras formas).
Hay, no obstante, excepciones a esta regla en algunas polillas de la familia Castniidae, que poseen antenas con forma de bastón. Además, algunas mariposas, como Pseudopontia paradoxa, oriunda de bosques de África central, carece de las antenas propias del grupo. La variabilidad es tal que, incluso, la mayoría de representantes el grupo Hesperioidea suele poseer un ángulo en el ápice de la antena.

### Mecanismos de unión alar
Muchas polillas poseen frenulum, es decir, un filamento que, procedente del ala anterior, interactúa con las barbas de la posterior; se trata de un carácter que sólo se aprecia a poca distancia. Algunas polillas poseen un lóbulo en el ala anterior, denominado jugum, que ayuda a mantener una estructura coherente con el ala anterior. Las mariposas carecen siempre de dichas estructuras.

### Pupas
La mayoría de las orugas segregan un capullo de seda durante su metamorfosis hacia el estado de pupa. Las mariposas suelen poseer un estado de pupa expuesta, denominado crisálida. Sin embargo, existen notables excepciones a esta regla: por ejemplo, la mariposa Parnassius segrega un capullo para pupar.

### Coloración de las alas

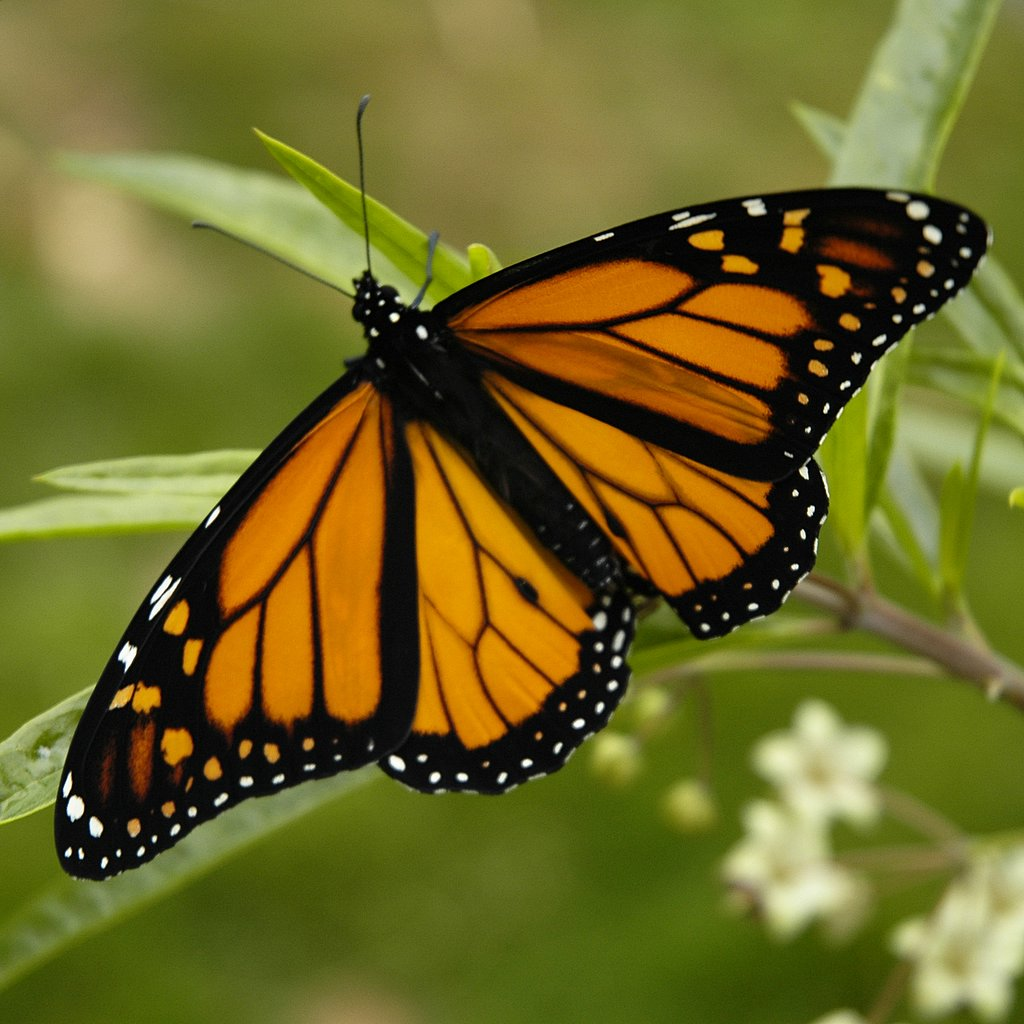
Mariposa monarca (Danaus plexippus) exhibiendo una viva coloración.

La mayoría de las mariposas poseen colores vivos en sus alas, mientras que las polillas, esencialmente nocturnas, son de colores pardos y apagados, con motivos en zigzag o de puntos como mecanismo de camuflaje. No obstante, existen polillas diurnas de vivos colores, especialmente si son tóxicas (coloración aposemática). Asimismo, hay mariposas poco llamativas, como Pieris rapae.

### Estructura del cuerpo
Las polillas tienden a poseer una estructura corporal más conspicua y ruda, con frecuentes pelos, mientras que las mariposas son más lábiles y delicadas. Además, las alas de las primeras son más grandes y resistentes. Dichas diferencias se atribuyen al hábito nocturno preferente de las polillas, lo que las expone más al frío y lo que conduce a adaptaciones morfológicas de retención de calor.

## Diferencias etológicas

### Tiempo de actividad
La mayoría de las polillas son nocturnas o crepusculares mientras que muchas mariposas son animales diurnos. Sin embargo, existen excepciones como la polilla gitana y los espectaculares especímenes de la familia Uraniidae que suelen ser vistas al atardecer.

### Posición de descanso

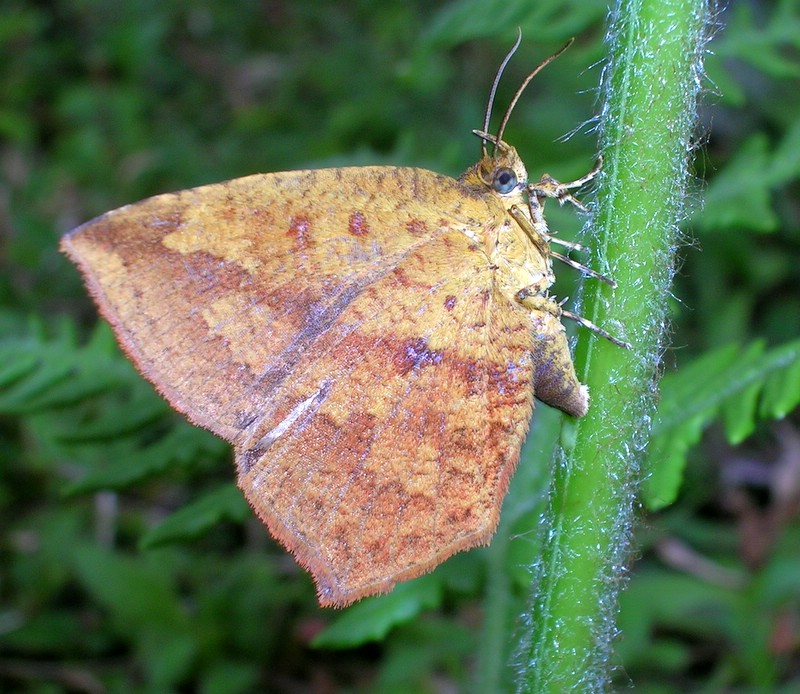
Tetragonus sp., una polilla Callidulidae cierra sus alas como una mariposa pero no posee las antenas en forma de bastón.

Las polillas usualmente tienen sus alas extendidas hacia los costados. Las mariposas diurnas comúnmente colocan sus alas juntas por encima de sus espaldas. Ocasionalmente se les ve extender sus alas y volverlas a cerrar cuando se encuentra en descanso. Las polillas recogen las alas sobre sus espaldas cuando no existe suficiente espacio para extenderlas hacia los lados. Una familia que puede resultar un poco confusa de reconocer puede ser la familia Geometridae pues los adultos descansan las alas en forma vertical.